# Black Hawk (Colorado)
Pour les articles homonymes, voir Black Hawk.
La ville de Black Hawk est une localité du comté de Gilpin, situé dans le Colorado, aux États-Unis, qui joua un rôle important dans la Ruée vers l'or de Pikes Peak, qui en 1858 aboutit à la création en 1861 du Territoire du Colorado.

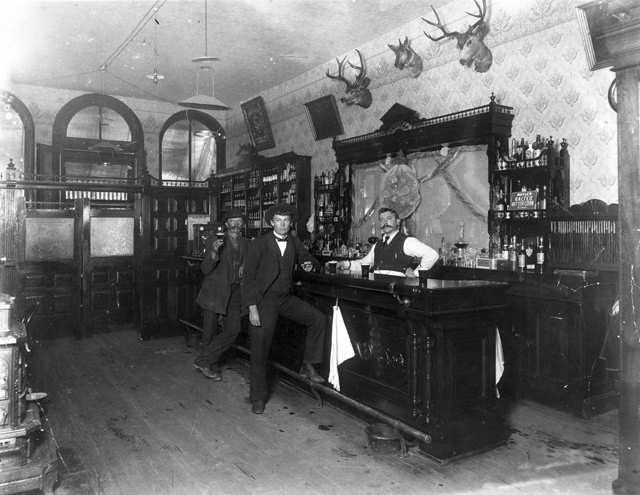
Saloon de Blackhawk en 1897

Située comme sa voisine Central City dans le début des Montagnes Rocheuses, à une quarantaine de kilomètres à l'ouest de Denver, Black Hawk fut une ville champignon. Découvert, à Central City, le fameux filon d'or qui porte son nom attira de nombreux travailleurs chinois.
La ville doit son nom à la société minière Blackhawk Mining Company.
Selon le recensement de 2010, Black Hawk compte 118 habitants. La municipalité s'étend sur 1,94 milles carrés (5,02 km2).

## Démographie
| 1870  | 1880  | 1890  | 1900  | 1910 | 1920 |
| ----- | ----- | ----- | ----- | ---- | ---- |
| 1 068 | 1 540 | 1 067 | 1 200 | 668  | 253  |

| 1930 | 1940 | 1950 | 1960 | 1970 | 1980 |
| ---- | ---- | ---- | ---- | ---- | ---- |
| 253  | 289  | 166  | 171  | 217  | 232  |

| 1990 | 2000 | 2010 | 2020 | - | - |
| ---- | ---- | ---- | ---- | - | - |
| 227  | 118  | 118  | 127  | - | - |